# Carlo Alberto Buzzi
Pour les articles homonymes, voir Buzzi.
Carlo Alberto Buzzi (né en 1967 à Busto Arsizio) est un artiste italien connu pour ses interventions dans le Public art  (Arte Pubblica).

## Biographie
Carlo Alberto Buzzi est un autodidacte qui n'a fréquenté aucune école d'art. Il a commencé sa carrière dans les années 1980 et développé son talent artistique  à Legnano, dans la province de Milan, auprès de l'Associazione Artistica Legnanese, alors dirigée par Tino Facconi.
Après ses premiers essais picturaux, il développe son art et sa stratégie artistique dans le contexte public.
Comme prélude à ce virage, il évite les endroits d'exposition  qui sont traditionnellement consacrés à l'art et il réalise ses premières opérations en collaboration avec la Galleria Luciano Inga-Pin de Milan. 
En 1990 Buzzi et la galerie achètent une page publicitaire sur le no 156 de la revue Flash Art, où est reproduite une légende avec le terme « Picasso », un horaire factice avec l'image d'une brosse de toilettes  au centre.

## Public Art
Le mécanisme développé initialement par l'intermédiaire d'une publicité dans une  revue d'art est transposé par Buzzi dans le domaine public à partir de 1991 et, en se servant de panneaux affectés aux affichages publicitaires dans les espaces publics, l'opération est reproposée dans les rues citadines.
À partir de reproduction du thème Picasso/brosse/exposition d'art factice et autres rencontres improbables se télescopant comme Van Gogh avec une rape, Buzzi explore la dualité art/publicité dans des dizaines de réelles et factices campagnes publicitaires contemporaines.
Sa méthode de travail consiste principalement dans la réalisation d'images photographiques en noir et blanc dans lesquelles il est souvent le sujet principal avec des accents ironiques et provocateurs et qui sont affichées par le canal régulier de l'affichage publicitaire sur la voie publique. 
Dans les années 1990 Buzzi, s'appropriant les instruments typiques de la communication publicitaire réalise pubbliche affissioni « affichages publiques » dans diverses villes italiennes (Milan, Venise, Gênes), en collaboration avec des galeries privées, organisations institutionnelles ou en totale autonomie.